# آگوئاسکالینتس
آگوئاسکالینتس (به اسپانیایی: Aguascalientes) (Error: {{آوا}}: برچسب زبان ناشناخته: ˈaɣwas kaˈljentes) یکی از سی و یک ایالت‌های کشور مکزیک است که مرکز آن آگوئاسکالینتس است. در شمال آن زاکاتکاس و جنوب آن خالیسکو قرار دارد. نام آن به اسپانیایی معنی «آب‌های داغ» می‌دهد و به خاطر چشمه‌های آب گرم زیادی است که در این منطقه وجود دارد.
این ایالت حدود ۴۸۰ کیلومتر (۳۰۰ مایل) از مکزیکو سیتی فاصله دارد.
مساحت آن ۵٬۴۷۱ کیلومتر مربع (۲٬۱۱۲ مایل مربع) است و جمعیت آن کمی از یک میلیون نفر بیشتر است

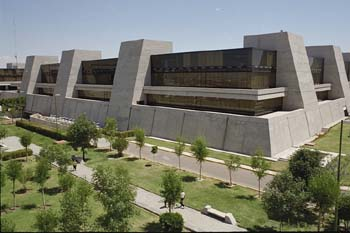
مرکز فرماندهی "INEGI" مکزیک در آگوئاسکالینتس

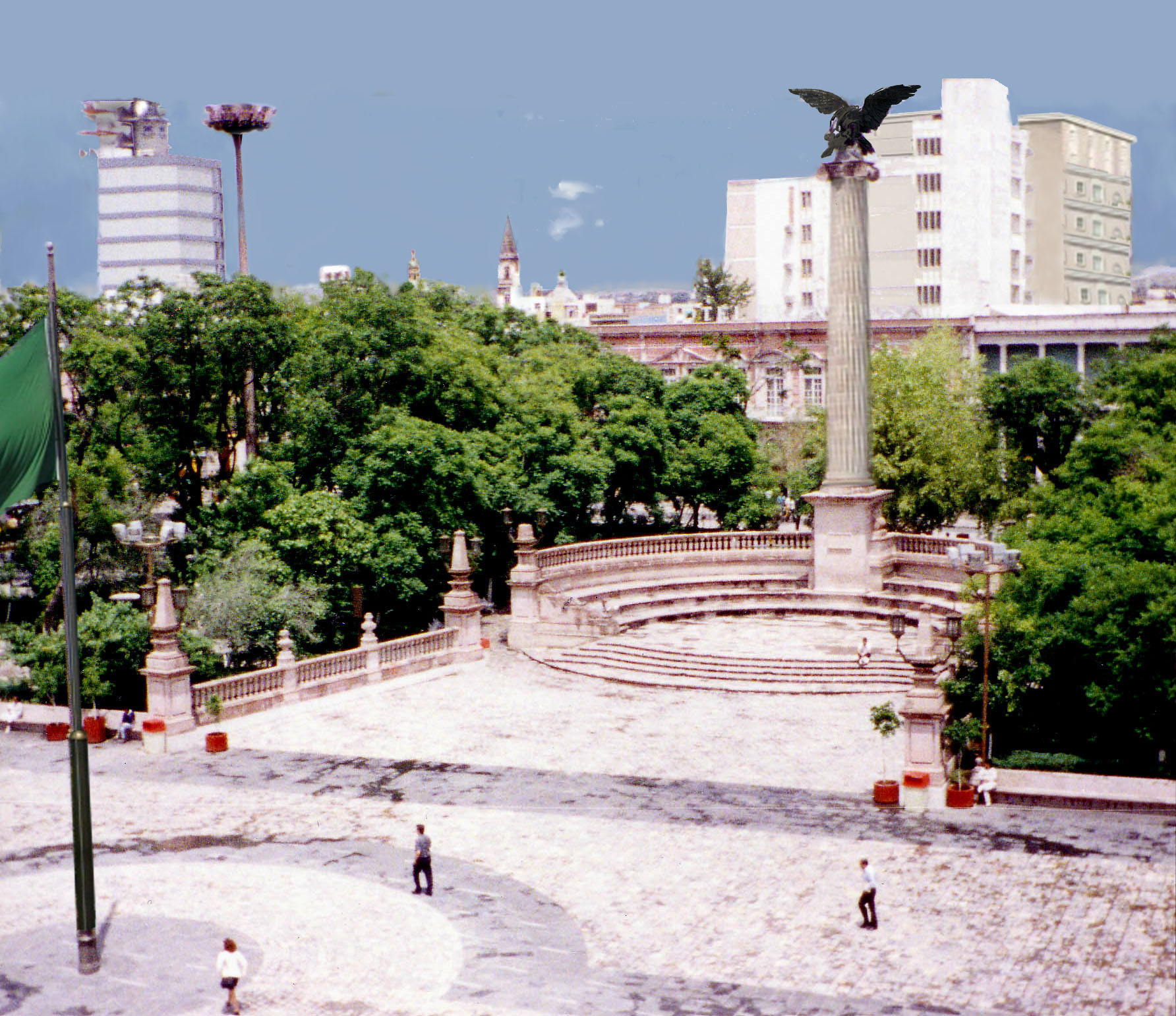
میدان میهن آگوئاسکالینتس

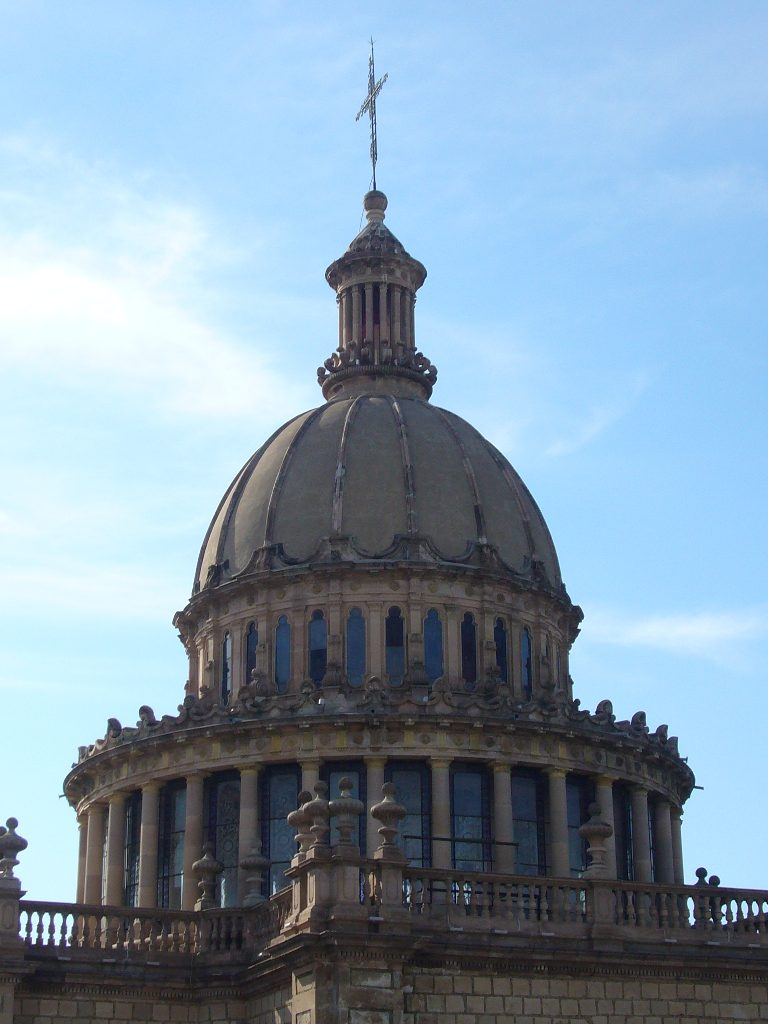
معبد سن آنتونیو

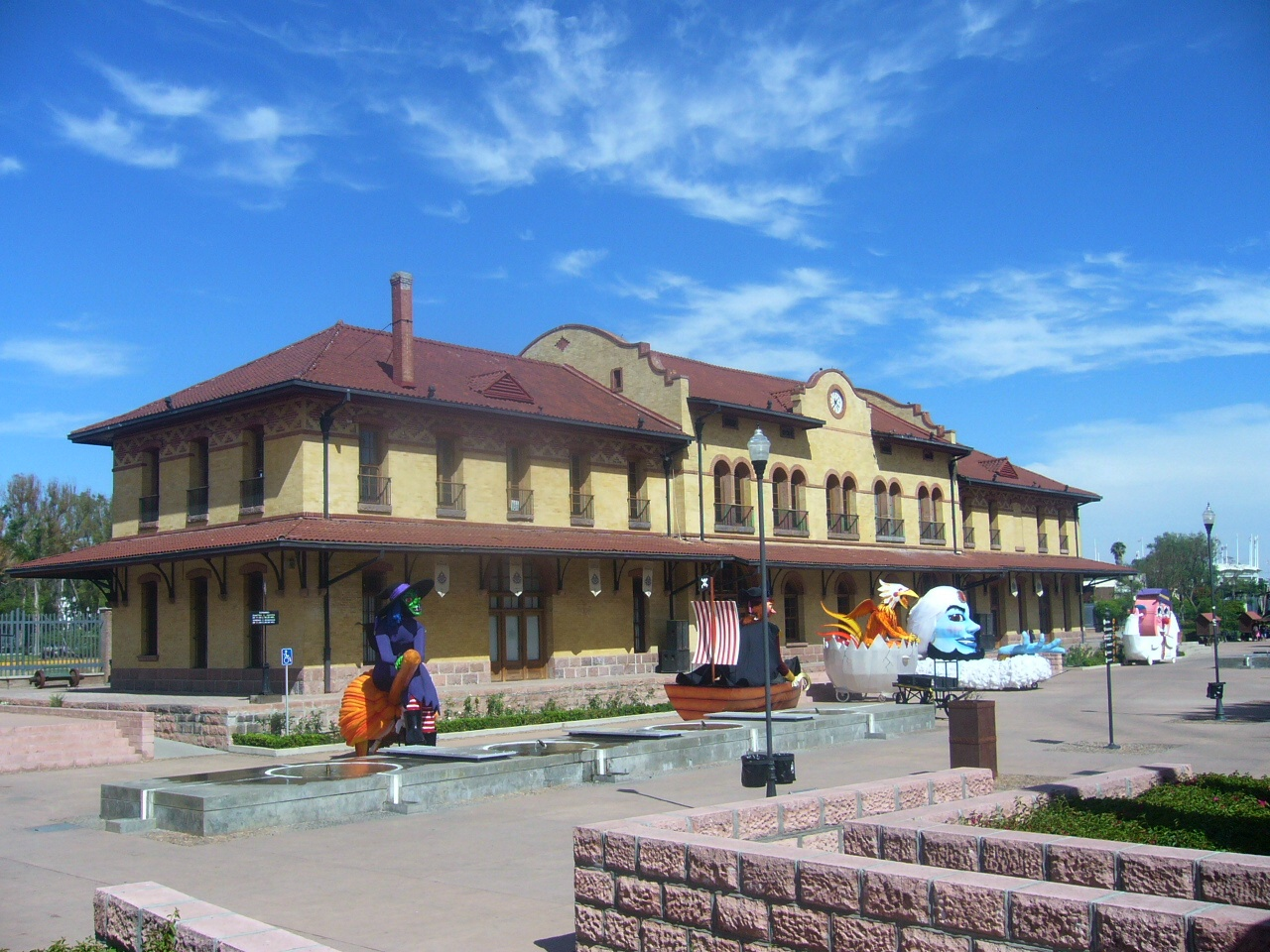
راه‌آهن از مجتمع سه قرن